# 713

## أحداث
- أقدم صحيفة في العالم، وهي صحيفة تشينغ ياو الصينية تصدر لأول مرة.
- نهاية إمامة علي زين العابدين وبداية إمامة محمد الباقر حسب المعتقد الشيعي الإثنى عشري.

## مواليد
- نضلة بن نعيم التميمي
- الحسن بن قحطبة
- الليث بن سعد فقيه ومحدث وإمام أهل مصر في زمانه، وصاحب أحد المذاهب الإسلامية المندثرة
- شريك بن عبد الله النخعي قاضي عراقي
- ابن الجصاص

## وفيات
- إبراهيم التيمي.
- علي بن الحسين السجاد.
- ولادة بنت العباس زوجة الخليفة عبد الملك بن مروان وأم ابنيه الخليفة الوليد بن عبد الملك والخليفة سليمان بن عبد الملك.
- انس بن مالك